# Eksterier
Eksterier – pokrój, zewnętrzna budowa ciała zwierzęcia (konia, bydła, psa), zgodna z wzorcami rasy.
Pokrój jest to zespół zewnętrznych cech budowy ciała zwierzęcia określających stan rozwoju kośćca i umięśnienia oraz proporcje pomiędzy nimi, czyli harmonijność budowy ciała. 
Ocenę pokroju bydła można przeprowadzić za pomocą metod:
- metoda wzrokowa (ocena poszczególnych partii ciała i ich opis)
- opis na prostokącie
- fotograficzna i pantograficzna
- ocena punktowa (punktacja 1 - 9).